# 截流站

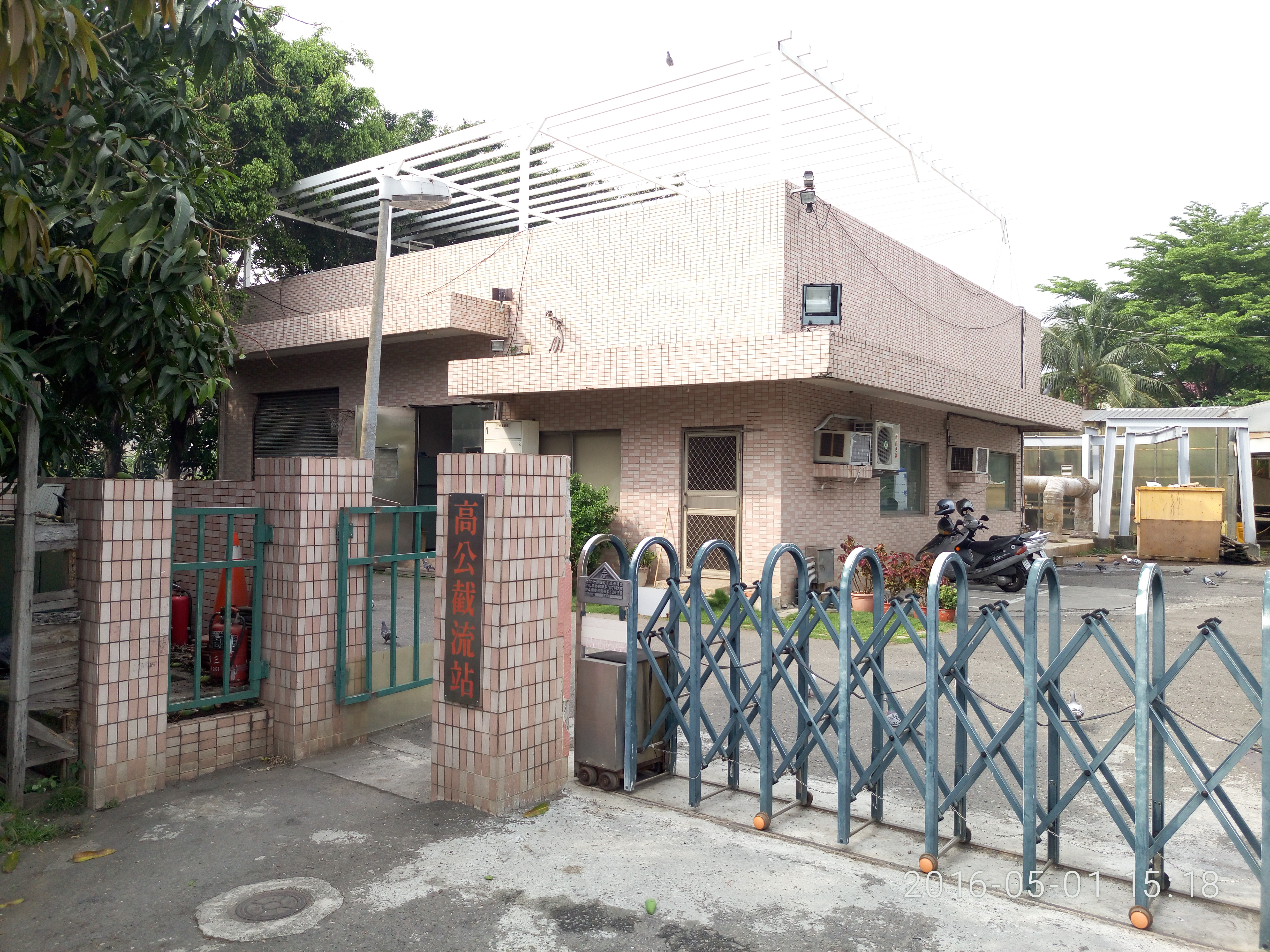
高雄市高公截流站的抽水機機房

截流站為一種建設於河道上，並用於攔截水流的水工構造物與環保工程。截流站設立的目的在於，在河道將受汙染的河水排放至大海前，預先透過截流站將汙水截流，並運送至汙水處理廠淨化後，再排放至海洋中。

## 介紹

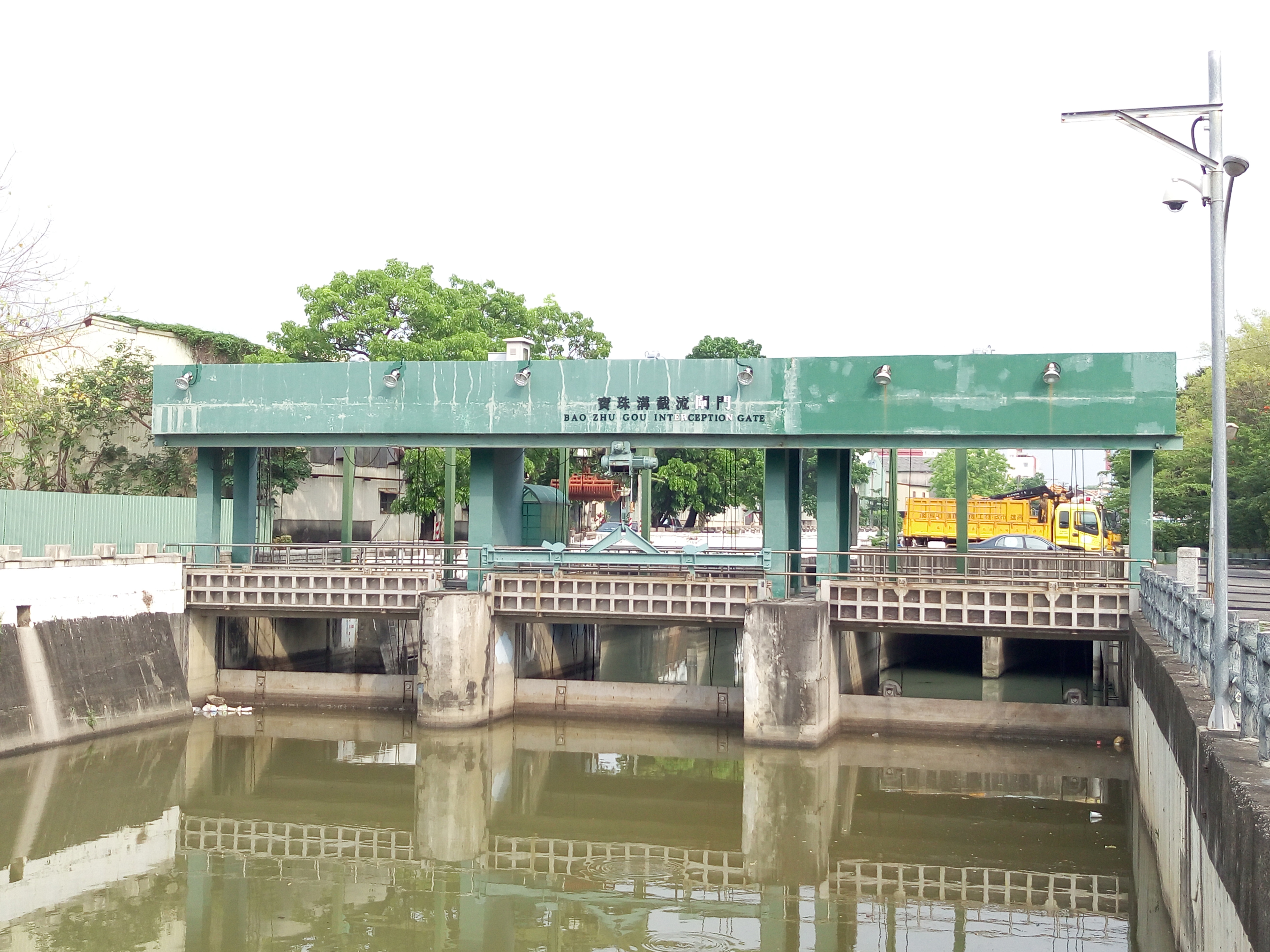
高雄市寶珠溝截流站的攔截閘門

由於都市污水下水道需深埋在地層之下，施工經費昂貴，難以在短期內大量的埋設，這使得在雨水及家庭污水分流的下水道系統尚未建立前，汙水便會隨同雨水透過排水溝直接排入河流或海洋中，造成水域環境嚴重汙染，並產生公害問題。因此，在汙水排放至大海前，設置截流站並將汙水輸送至汙水處理廠淨化後再排入大海可立即達到環境整潔的目標。
截流站屬於污水下水道系統完成全面建置前的一種過渡性建設，通常，截流站會設置在溝渠流入河川或湖泊前的河道上設置，或是也會設置在排入海洋前的河道上設置。

## 運作流程
當受汙染的水流流經截流站時，會受到截流站閘門的阻擋，再透過截流站機房內設置的抽水機將汙水抽送至汙水管線中，輸送至汙水處理廠。截流站一般狀況下，截流站的運作需與鄰近同河道上的排洪抽水站相互配合調度，如此一來便能夠順利截取晴天時的污水及梅雨初期的逕流。當晴天時，便將抽水站的出水閘門關閉，並開啟截流站的進水閘門，可將晴天污水截入截流站中並送往汙水處理廠處理，而不會直接排入河道中。而當雨天降雨量超過截流站設計截流量時，則開啟抽水站出水閘門，並關閉或關小截流站的進水閘門，以利於雨水與污水直接排入河道中截流站所在的位置。
原則上，截流站設置的地點應儘可能的接近抽水站，以利於兩者之間相互配合截取污水與排洪。然而，如果抽水站附近已無多餘土地可再興建截流站，便需要將截流站設立在抽水站較上游處，並且須能直接從雨水箱涵或排水溝渠截取污水，不過，如果抽水站附近便可直接取得截流站設置的土地，則可以視環境需要選擇直接自雨水箱涵或排水溝渠截取污水，或是直接從抽水站的抽水井截取污水輸送到汙水處理廠。
然而，不論哪種截流站的設計，截取污水的點均應儘可能將乾旱時期的污水全面截除，並避免在相互配合的抽水站閘門附近產生污水停滯、發臭及泥砂淤積等狀況。如果截流站設置地點與相互配合的抽水站出水閘門相距甚遠時，可選擇在截流站截取污水點的雨水箱涵或排水溝底部加設跳堰或圍堰，如此便可截除大部份污水並能夠避免產生汙水停滯與發臭等問題，更可以改善抽水站周圍的環境衛生，以及抽水站之操作維護。
當截流站與抽水站閘門距離相近時，雨水箱涵或排水溝渠的跳堰或圍堰設計可增加截流的妓果，然而如無跳堰或圍堰設計，仍可透過閘門的啟閉來達到汙水截流的效果。

## 缺點
截流站透過閘門截流污水的方式所產生之問題，就是擷取水流的主流水質會變成季節性輪替清澈與污濁的狀態。在雨季時，為防止都市內因大雨淹水，這段期間，截流站上的各道污水閘門都必須開啟，以疏導洪水排入主河道中，而原先想要攔截的污水也隨之流入河川主流，造成河川水質急劇惡化並經常造成大量魚類的死亡。而旱季時，因節流站的污水閘門緊閉，完整攔截汙水，使得這時的河川水質較為清澈。

## 構造

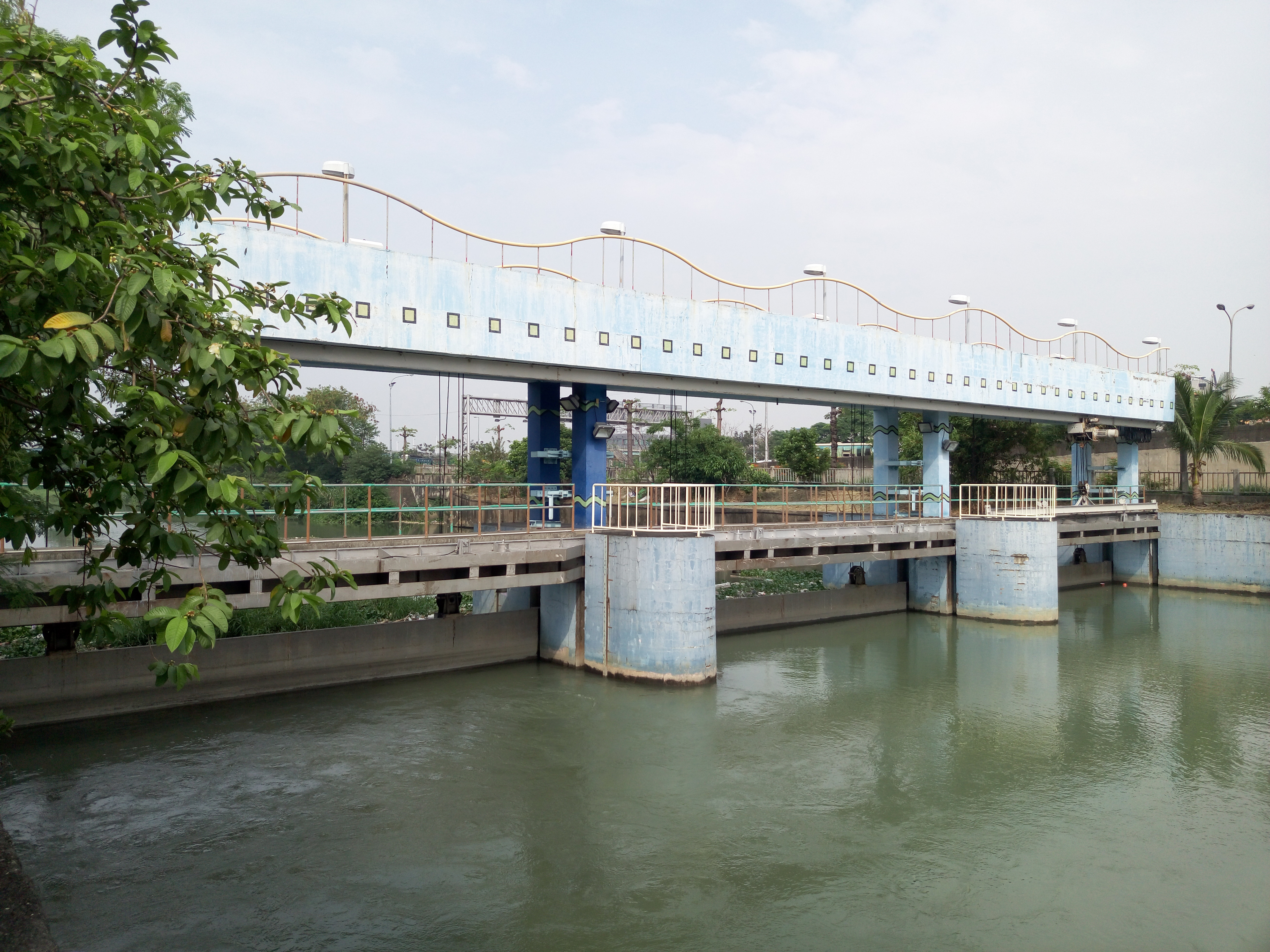
高雄市高公截流站的攔截閘門

截流站的構造主要分為防洪與攔截閘門、 污水抽水機（揚水泵）、 機械式攔污柵、 除臭設備（耙污機）、 緊急備用發電機等。

## 實例

### 臺灣

#### 高雄市
- 高公截流站[5]
- 五號船渠截流站[5]
- 寶珠溝截流站[5]

#### 新北市
- 同安截流站[6]
- 頂崁截流站[6]
- 蘆洲截流站[6]

#### 新竹市
- 客雅溪污水截流站[7]

### 香港
- 九龍灣污水截流站

九龍灣、牛頭角及佐敦谷一帶收集到的雨水皆會經由佐敦谷箱形暗渠排放至啟德明渠進口道，但因渠管的錯誤接駁及傾倒污水至路邊集水溝的做法，令佐敦谷箱形暗渠的水流受到嚴重污染，以及導致啟德明渠進口道的不良水質及氣味問題。為紓緩問題，香港渠務署在佐敦谷箱形雨水渠下游興建全自動的污水截流設施，將流入雨水系統內的污水進行截流，從而改善啟德水道之水質。
九龍灣污水截流站於2013年6月投入運作，是全港首個大型自動截流設施，能偵察香港天文台所發出的天氣訊號而自動控制水閘開關，從而提升截流工作的效率。

## 資料來源
1. ↑  . 中華民國內政部營建署. 1997-08-13  [2016-05-01] （中文（臺灣））.
2. 1 2 3  . 高雄市楠梓汙水處理廠.   [2016-05-01]. （原始内容存档于2020-07-01） （中文（臺灣））.
3. 1 2 3 4 5 6  . 高雄市加昌國小.   [2016-05-01] （中文（臺灣））.[永久]
4. 1 2 3 4 5 6 7  歐陽嶠暉.  (PDF). 河川清流研討會 (上) (時報文教基金會): 153–175.   [2016-05-01]. （原始内容 (PDF)存档于2019-06-05） （中文（臺灣））.
5. 1 2 3  . 高雄市政府水利局.   [2016-05-04]. （原始内容存档于2019-12-16） （中文（臺灣））.
6. 1 2 3  . 台北市政府工務局衛生下水道工程處.   [2016-05-04] （中文（臺灣））.
7. ↑  . 新竹市政府. 2014-07-09  [2016-05-04] （中文（臺灣））.[永久]
8. 1 2  香港渠務署. .   [2016-05-04]. （原始内容存档于2019-06-17）.
9. 1 2  起動九龍東. .   [2016-05-04]. （原始内容存档于2018-09-08）.